# National Physical Laboratory

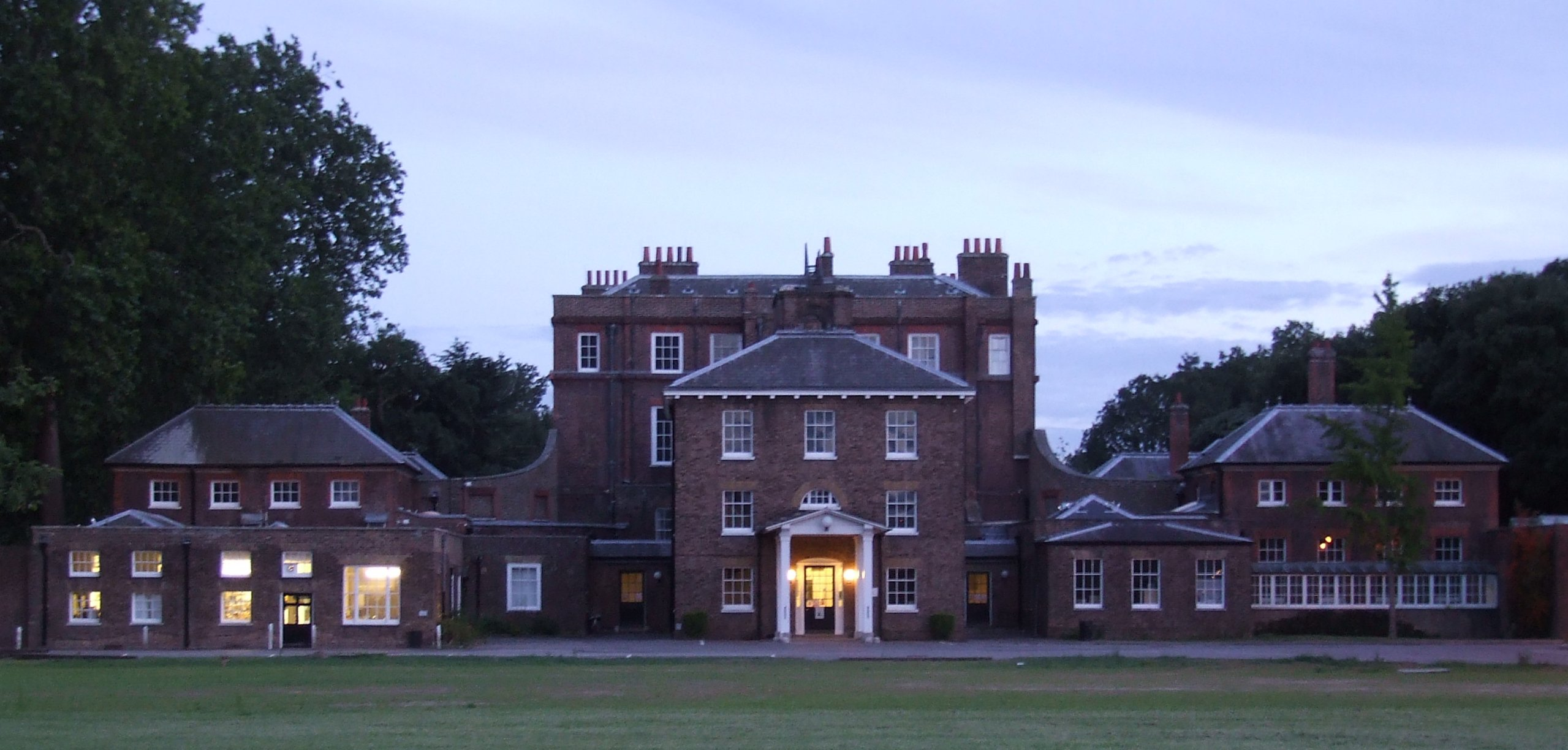
Le pavillon historique, dans l'ancienne résidence royale de Bushy House.

Le National Physical Laboratory (NPL), établi à Teddington dans le district londonien de Richmond upon Thames depuis 1900, est le laboratoire national britannique pour les poids et mesures.
Le NPL effectue des recherches sur les mesures, la physique et la science des matériaux, apporte son soutien à la mise au point d'instruments de mesure et fournit les étalons de mesure et des moyens de calibrage.
Sa réputation vient en grande partie de la qualité des travaux de recherche effectués tout au long du XXe siècle. Parmi de nombreux et illustres chercheurs, le NPL a accueilli Alan Turing.

## Description

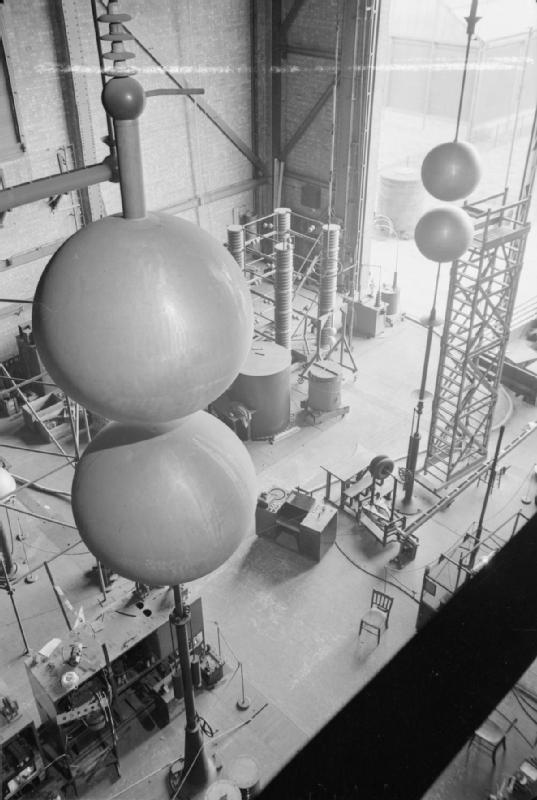
La Division électricité du National Physical Laboratory en 1944.

Le National Physical Laboratory est un laboratoire de référence pour les poids et mesures et un centre de recherche en science des matériaux. Il a été créé en 1900 et installé dans la résidence royale de Bushy House, avec la mission d'assurer le raccordement aux étalons internationaux. Aujourd’hui, cette institution financée par le Department for Business, Innovation and Skills continue d'assurer la conservation des étalons pour le National Measurement System ainsi que la gestion de l'horloge de référence britannique, le MSF time signal (émis depuis Anthorn, en Cumbria). Elle assure aussi certaines prestations payantes, notamment des missions d'expertise métrologique, parfois en association avec des réseaux professionnels (tels l'Institution of Engineering and Technology).
C’était au départ un laboratoire entièrement public, dont le personnel était exclusivement formé de fonctionnaires. En 1995, l'institution a été partiellement privatisée sous la forme d'une concession, dont le groupe Serco a remporté l'appel d'offres. Depuis, les coûts de fonctionnement ont été divisés par deux, les fonds de concours se sont accrus de 16% par an, et le nombre d'articles publiés dans des revues à comité de lecture a doublé. En 2012, le régime de la concession a été revu pour inclure plusieurs institutions académiques dans le directoire à partir de 2014, afin de créer au sein du laboratoire un centre de recherche pouvant accueillir des doctorants. La mise en application du nouveau statut a été repoussée à 2015. Les candidats à ce partenariat sont à ce jour les universités d’Édimbourg, Southampton, Strathclyde et Surrey.
La plupart des équipements du National Physical Laboratory se trouvent sur le site d'origine de Teddington, mais une succursale a été ouverte à Huddersfield, qui se consacre à la métrologie dimensionnelle et le service de surveillance par bathymétrie du réservoir de Wraysbury forme une troisième implantation. Les laboratoires de Teddington abritaient aussi le défunt National Chemical Laboratory, fermé en 1965 : plusieurs de ses équipements ont été donnés au NPL.

## Chercheurs

Chercheurs célèbres du NPL
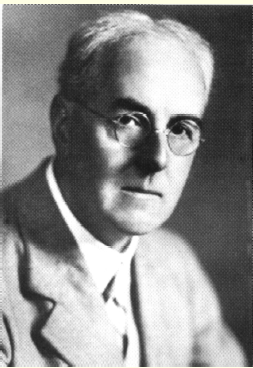
Lewis Fry Richardson.
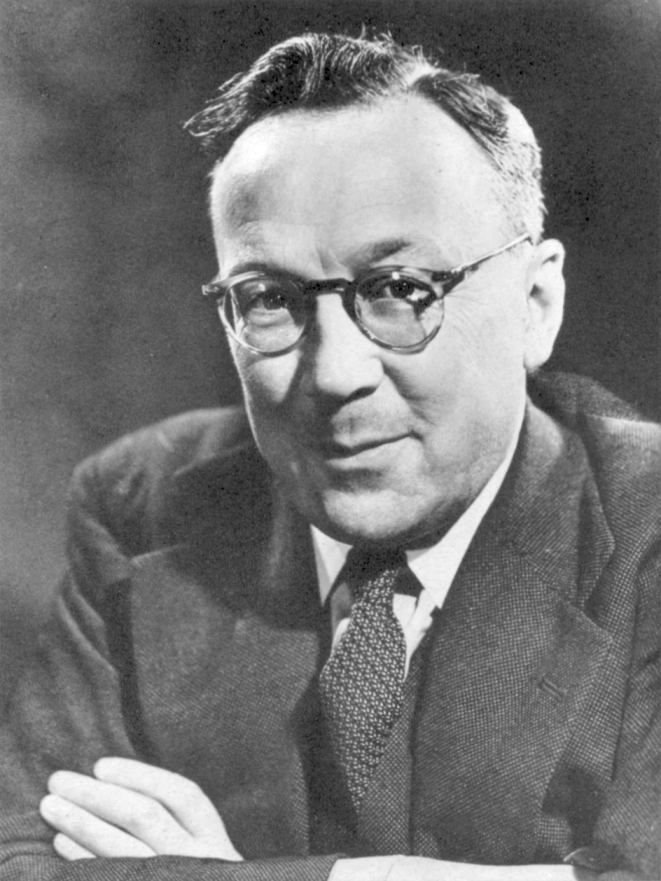
Robert Watson-Watt.
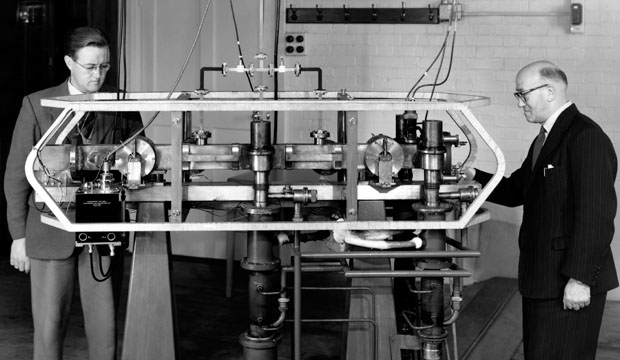
Louis Essen (à droite).

Parmi les chercheurs du NPL, on trouve Donald Davies, l'un des co-inventeurs de la commutation de paquets au début des années 1960 ; D. W. Dye, qui développa la technologie de l’horloge à quartz ; Louis Essen, qui perfectionna l'horloge atomique, apparue aux États-Unis. Certaines personnalités n'ont effectué qu'une partie de leur carrière au NPL, tels Harry Huskey et Alan Turing, deux pionniers de l'informatique ; ou Robert Watson-Watt, considéré généralement comme l'inventeur du radar ; Oswald Kubaschewski, père de la thermodynamique numérique des milieux continus et le numéricien James Wilkinson. H. J. Gough, spécialiste de la fatigue des métaux, travailla au NPL de 1914 à 1938. Sir Barnes Wallis est à l'origine des bombes à ricochet utilisées contre l'Allemagne nazie. Sydney Goldstein et Sir James Lighthill ont développé la modélisation des écoulements supersoniques par la théorie de la couche limite au département d’aérodynamique pendant la guerre.